# (162011) Konnohmaru
(162011) Konnohmaru est un astéroïde Amor découvert le 4 janvier 1994 par Yoshio Kushida et Osamu Muramatsu à l'observatoire Yatsugatake (en).